# Aeródromo Cochamó
El Aeródromo Cochamó (OACI: SCKM) es un terminal aéreo ubicado junto a la localidad de Cochamó, Provincia de Llanquihue, Región de Los Lagos, Chile. Este aeródromo es de carácter público. Código de aeropuerto SCKM.